# 三碘合锡(II)酸甲铵
三碘合锡(II)酸甲铵是一种有机钙钛矿材料，化学式为CH3NH3SnI3，它作为含铅钙钛矿的替代品，在光电领域有着潜在应用。

## 制备
将碘化亚锡（或氧化亚锡）溶解在氮气保护的氢碘酸和次磷酸混合溶液中并加热，得到亮黄色溶液，向溶液中加入甲胺氢碘酸盐固体，于120 °C蒸去一半溶剂，冷却后析出黑色的MASnI3晶体。该化合物在空气中放置很快变质。碘化亚锡和甲胺氢碘酸盐在2-丙醇中反应，也可以得到MASnI3。
在MASnI3的制备反应中，用DMF作为溶剂时，结晶速率要比同构物MAPbI3要快。而在DMSO中的反应则会产生黄色的SnI2·3DMSO中间体，该中间体与同族的PbI2·2DMSO晶体结构不同。N-甲基吡咯烷酮和γ-丁内酯作为溶剂的反应也有研究。

## 性质
三碘合锡(II)酸甲铵的带隙是1.15 eV，比多晶或薄膜的样品要小，但在空气中放置一个月后，带隙升至1.46 eV，并伴随着分子中的二价锡氧化为四价锡。
三碘合锡(II)酸甲铵加热至200 °C分解，主要产生是碘化亚锡。